# 奧地利足球協會
奧地利足球協會（德語：Österreichischer Fussball-Bund，简称ÖFB）是奧地利足球运动的管理机构，負責管轄奧地利各級別足球聯賽、奧地利盃及各級別男女子的奧地利國家足球隊，足協總部設於首都維也納。

## 外部連結
- 奧地利足球協會官方網站（页面存档备份，存于）
- 奥地利队 在FIFA.com（已存档）